# Индонезија на Светском првенству у атлетици на отвореном 2019.
Индонезија је учествовала на 17. Светском првенству у атлетици на отвореном 2019. одржаном у Дохи од 27. септембра до 6. октобра шеснаести пут. Репрезентацију Индонезије представљала су 2 такмичара (1 мушкарац и 1 жена) који су се такмичили у 2 дисциплине (1 мушка и 1 женска)., 
На овом првенству такмичари Индонезије нису освојили ниједну медаљу, нити су постигли неки резултат.

## Учесници
| Мушкарци: - Лалу Мухамад Зохри — 100 м | Жене: - Марија Наталија Лонда — Скок удаљ |

## Резултати

### Мушкарци
| Атлетичар          | Дисциплина | Лични рекорд | Предтакмичење | Предтакмичење | Квалификације | Квалификације | Полуфинале           | Полуфинале           | Финале               | Финале       | Детаљи |
| Атлетичар          | Дисциплина | Лични рекорд | Резултат      | Место         | Резултат      | Место         | Резултат             | Место                | Резултат             | Место        | Детаљи |
| ------------------ | ---------- | ------------ | ------------- | ------------- | ------------- | ------------- | -------------------- | -------------------- | -------------------- | ------------ | ------ |
| Лалу Мухамад Зохри | 100 м      | 10,03 НР     | Слободан      | Слободан      | 10,36 (.356)  | 6. у гр. 6    | Није се квалификовао | Није се квалификовао | Није се квалификовао | 35 / 65 (68) |        |

### Жене
| Атлетичарка           | Дисциплина | Лични рекорд | Квалификације | Квалификације | Полуфинале | Полуфинале | Финале                | Финале  | Детаљи |
| Атлетичарка           | Дисциплина | Лични рекорд | Резултат      | Место         | Резултат   | Место      | Резултат              | Место   | Детаљи |
| --------------------- | ---------- | ------------ | ------------- | ------------- | ---------- | ---------- | --------------------- | ------- | ------ |
| Марија Наталија Лонда | Скок удаљ  | 6,70         | 6,36          | 13. у гр. Б   |            |            | Није се квалификовала | 26 / 31 |        |